# Ківсерт-Мурат
Ківсе́рт-Мура́т (рос. Кивсерт-Мурат, чув. Кивçурт Мăрат) — присілок у складі Вурнарського району Чувашії, Росія. Входить до складу Єрмошкінського сільського поселення.
Населення — 87 осіб (2010; 116 у 2002).
Національний склад:
- чуваші — 99 %